# Ceramika pokucka

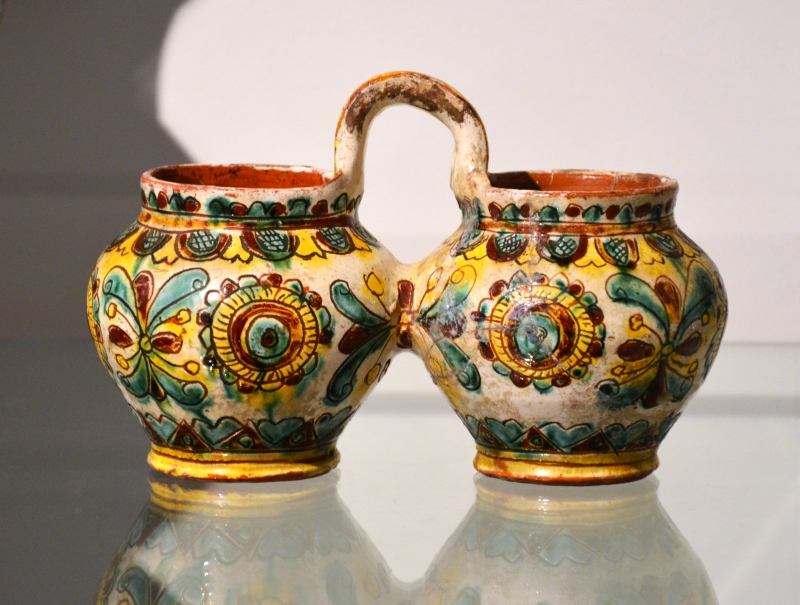
Ceramika pokucka (kosowska) ze zbiorów Aleksandra Rybickiego w Muzeum Historycznym w Sanoku

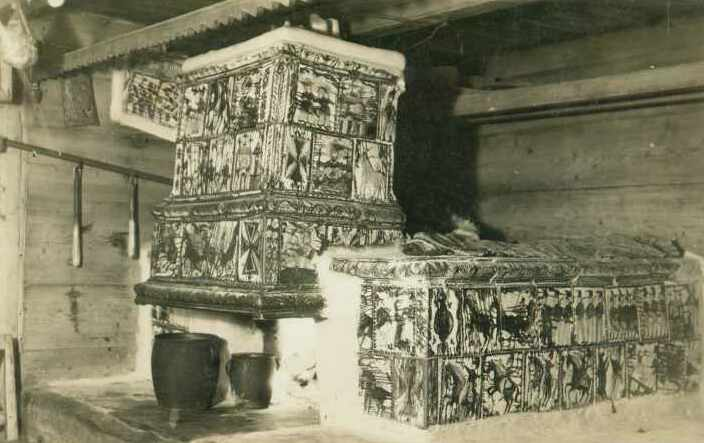
Piec huculski

Ceramika pokucka – garncarstwo artystyczne wyrabiane przez ludność Pokucia – Hucułów, ceramika dekorowana techniką półmajolikową.

## Historia
Głównymi ośrodkami wytwarzania tej ceramiki były Kuty, Pistyń, Kosów i Kołomyja.
Początki wytwarzania ceramiki w tej technice dali polscy garncarze przybyli na Huculszczyznę w I poł. XVIII wieku z Galicji, m.in. pradziad Stanisława Krycińskiego. Podstawowymi kolorami w tym stylu są zielony, czarny, ugrowo-żółty, ceglasty, brunatny i niebieski. Przeważają motywy roślinne, geometryczne, zoomorficzne i antropomorficzne. Głównymi elementami są girlandy, kwiaty, liście, trójkąty i ostrosłupy. Świat zwierzęcy reprezentują ptaki i jelenie na tle lasu, ale również postacie żołnierzy, myśliwych, elementy architektury sakralnej czy figury świętych. W formach pokuckich wyrobów najczęściej powtarzają się wazony, dzbanki o pękatych brzuścach oraz kształtach podłużnych. Talerze, patery, dzbanki i kubki reprezentują tzw. szkołę kołomyjską i nawiązują do motywów sztuki greckiej i tyrolskiej. Wyrobami o wyszukanej i oryginalnej formie są również świeczniki, figurki oraz drobna ceramika do codziennego użytku tj., szkatułki, talerzyki, karafki itp. Z większych form na szczególną uwagę zasługują piece kaflowe zdobione techniką półmajolikową.
Za twórcę klasycznego stylu pokuckiego uważani są polscy oraz ukraińscy artyści: w Kołomyi – Karol Słowicki, w Kosowie – Iwan Baranowski, Ołeksa (Aleksander) Bachmiński, rodzina Roszczybiuków oraz Paulina Cwiłyk, w Kutach – Tomasz i Petronela Nappowie, Jan Broszkiewicz oraz rodzina Wołoszczuków oraz w Pistynie – Piotr Koszak. Dzisiaj tradycje są kontynuowane w Kosowie przez rodziny Troć i Marię Hryniuk.
13 grudnia 2019 r. tradycja malowanej ceramiki w Kosowie została wpisaną na Listę reprezentatywną niematerialnego dziedzictwa kulturowego ludzkości prowadzoną przez UNESCO.
Największy zbiór sztuki pokuckiej w Polsce znajduje się w Muzeum Historycznym w Sanoku i znajduje się w budynku Zajazdu (jego pierwotnym kolekcjonerem był Aleksander Rybicki).